# Sant'Antonino (Svizzera)
Sant'Antonino è un comune svizzero di 2 411 abitanti del Canton Ticino, nel distretto di Bellinzona.

## Geografia fisica
Sant'Antonino è situato sulle pendici del Matro (Isone), da non confondere con l'omonimo e più famoso Pizzo Matro in Val di Blenio. Il Matro viene anche chiamato "Motto del sole" (quest'ultima è un'espressione popolare utilizzata per sottolineare il fatto che, tra novembre e gennaio, ostruisce il sole in buona parte del paese). Confina a nord con Bellinzona (quartieri di Camorino, Gudo e Giubiasco) e con il comune d'Isone a sud est e Cadenazzo a sud ovest.
Il nucleo del paese si trova su un cono formato da tre torrenti (Valle dei Biaggini, Valle dei Crotta e Valle di San Carlo), mentre parte del suo territorio si spinge sul Piano di Magadino, piana fertile a vocazione agricola tratta dalla bonifica del Fiume Ticino iniziata a fine Ottocento e terminata negli anni Sessanta del Novecento.

## Storia

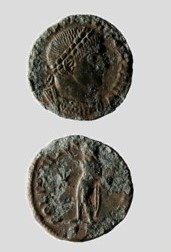
Moneta Costantino I

La storia di Sant'Antonino è molto antica: secondo i reperti archeologici ritrovati in alcune sepolture rinvenute in località al Sasso nel 1938, il centro era abitato sin dall'antichità e sicuramente in epoca Romana. Situato sull'antica via che congiungeva il nord e il sud dell'arco alpino, attraverso i principali valichi percorribili, era via di passaggio obbligata per viandanti, pellegrini, armate e commercianti provenienti dal nord e dalla vicina Bellinzona oppure da sud, attraverso il Ceneri, da Lugano, Como e Milano.
I ritrovamenti archeologici nella Chiesa dedicata a S.Antonino hanno permesso di definire come l'attuale monumento sia stato costruito su una pre-esistente chiesa paleocristiana, la più antica del bellinzonese di cui si hanno prove materiali e risalente almeno al IX secolo. L'indagine archeologica tenuta nel 1986 nel medesimo edificio sacro ha portato alla luce anche una serie di monete, alcune leggibili, coniate a Bologna, Parma, Napoli, Lucca, Merano e Bellinzona per il sud delle Alpi e Basilea, Altdorf, Alsazia e Tirolo per quelle provenienti dal nord. Una simile differenziazione dimostra come Sant'Antonino in antichità accogliesse e probabilmente ospitasse una moltitudine di persone in viaggio sull'asse nord-sud delle Alpi occidentali. Il pezzo storico più pregiato e antico venuto alla luce durante le ricerche è una moneta con l'effige di Costantino il Grande, Imperatore romano del IV secolo d.C. Il periodo storico in cui la moneta venne battuta rappresenta un periodo di forte espansione per il Cristianesimo, religione ancora minoritaria nell'Impero romano ma a cui lo stesso Costantino I si avvicinò, spianando di fatto la strada all'evangelizzazione globale.
Interessanti e degne di nota, nonostante l'origine della moneta romana ritrovata non corrisponda per forza al periodo d'utilizzo in loco (che potrebbe essere posteriore anche di qualche secolo), la sovrapposizione cronologica del periodo storico in cui è stata battuta, con altri importanti ritrovamenti archeologici della regione. In particolare, nel 1969, in uno di questi scavi, nella necropoli romana di Carasso, è stato rinvenuto un anello digitale in bronzo, il cui castone porta inciso il monogramma cristiano, una delle testimonianze più antiche del cristianesimo del Canton Ticino, risalente anch'esso al IV secolo d.C.
Sempre al medesimo periodo storico, intorno alla metà del IV secolo, risalgono i resti venuti alla luce durante gli scavi condotti da Werner Meier nel 1967, sulla rocca del Castelgrande di Bellinzona, in cui furono dissepolte le vestigia dell’antica cinta muraria edificata dai Romani, origine di quel Castrum Bilitio oggi patrimonio UNESCO dell'umanità. E sempre alla metà del IV secolo, più precisamente nel 355 d.C., risale il commento dello storico romano Ammiano Marcellino, che cita per la prima volta i Campi Canini a nord della cinta muraria del Castrum Bilitio. In quell'anno l'Imperatore Costanzo II
, figlio di Costantino il Grande rappresentato sulla moneta ritrovata a Sant'Antonino, si mosse personalmente alla testa di una spedizione militare ai confini della Rezia contro i Lentiensi, popolazione di stirpe alemannica che insidiava le frontiere.

## Monumenti e luoghi d'interesse
- Chiesa di Sant'Antonino, attestata nel 1219. I lavori di manutenzione e l'analisi archeologica del 1986 hanno dimostrato come questa sia stata una delle prime costruzioni religiose del Bellinzonese, risalente al IX secolo[10] e dedicata a sant'Antonino di Piacenza
- Cappella della Madonna di Lourdes

## Società

### Evoluzione demografica
L'evoluzione demografica è riportata nella seguente tabella:
Abitanti censiti

## Amministrazione
Ogni famiglia originaria del luogo fa parte del cosiddetto comune patriziale e ha la responsabilità della manutenzione di ogni bene ricadente all'interno dei confini del comune.